# Кірікеєво
Кіріке́єво (рос. Кирикеево) — присілок у складі Білокатайського району Башкортостану, Росія. Входить до складу Білянківської сільської ради.
Населення — 310 осіб (2010; 316 у 2002).
Національний склад:
- башкири — 97 %